# Cattedrale di Perth
La cattedrale di San Niniano è il principale edificio di culto della Diocesi di Saint Andrews, Dunkeld e Dunblane della Chiesa episcopale scozzese.

## Storia
La Chiesa episcopale in Scozia fu sciolta nel 1689 e tutte le cattedrali scozzesi divennero proprietà della Chiesa presbiteriana, cadendo in disuso o adattandosi al rito presbiteriano. Nel 1848 due giovani aristocratici scozzesi dell'Università di Oxford concepirono l'idea di far rivivere le cattedrali per gli episcopali e l'architetto londinese William Butterfield fu scelto per progettare una cattedrale per Perth. Furono raccolte 5751 sterline tramite sottoscrizione e di queste meno di 150 sterline provenivano da fonti locali, la maggior parte delle quali proveniva dalle famiglie di Lord Forbes e dell'Onorevole George Boyle. Ciò fu sufficiente per costruire il presbiterio e una campata della navata e il muro nord fino alla sua lunghezza finale, che sarebbe stata consacrata il 10 dicembre 1850. Il vescovo della diocesi, il Rev. Patrick Torry di ottantasei anni, era troppo debole per presiedere e le cerimonie furono condotte dal Rev. Alexander Penrose Forbes di Brechin. 

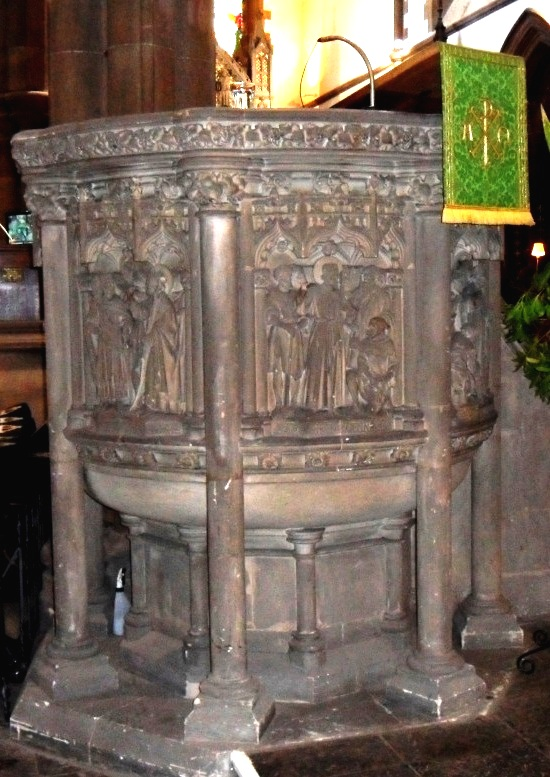
Il pulpito

 I clienti volevano chiamarla St John the Apostle's presumibilmente come una sorta di risposta ai presbiteriani, con St John's Kirk che prende il nome dal Battista, ma il vescovo Torry la chiamò in onore di Ninian che portò il messaggio cristiano in Scozia nel V secolo. Nel 1876, alla finestra orientale fu aggiunta una vetrata realizzata su progetto di Butterfield e realizzata da Alexander Gibbs.